# 虚假指控
虚假指控是指不真实或者没有事实支持的主张或指控，也称为诬告、不实指控、无端指控等，通常发生于日常生活、司法活动中。

## 类型
当缺少足够证据确定一项指控为真实或虚假时，它通常被描述为「未经证实」或「没有根据」。而基于确凿证据认定的虚假指控分为三类：
- 完全错误的指控，因为所指控的事件并未发生。
- 对确实发生事件的指控，但事件并非由被指控的个人实施，被指控人是无辜的。
- 一种错误指控，将实际发生的事件的描述与未发生的事件混为一谈。

虚假指控可能由于原告故意说谎而发生，也可能是无意中虚构（虛談症），或因精神疾病而自发产生，或者是因为有意或无意的暗示性询问、错误的采访技巧而引起。1997年，研究人员曾建议区分概念，虚假指控用于当原告知道自己在撒谎时，而虚假怀疑用于广义的范围包括涉及暗示性提问时。
当一个人被怀疑犯有应当负责的不法行为时，虚假指控可能被用于转移公众对自己罪行的注意力。虚假指控可能会部分来自于被告的行为，特别是被告的行为举止与不法行为表面一致时，无论是无意识的还是表现的有罪时。
此外，一旦被做出虚假的指控，普通人对虚假指控的情绪反应（如恐惧、愤怒或否认等），可能会被误解为有罪的证据。

## 强奸诬告
强奸诬告是指在没有发生强奸的情况下指控强奸，其普遍程度难以评估，因为通常会与没有根据而未被起诉的案件混为一谈。在美国，1996年联邦调查局统一犯罪报告和1997年美国司法部报告指出，美国8%的强奸指控被认为是没有根据或者虚假的。其他国家也有类似的报告，比例从1.5%（丹麦）到10%（加拿大）不等，:140–142然而，由于对虚假指控定义不同，真实的百分比仍然未知。

## 性虐待儿童虚假指控
性虐待儿童虚假指控指某人被指控实施了一项或多项儿童性虐待行为，而实际上被告并未实施虐待行为。此类指控可以由受害人指控，也可以由他人代表受害人提出。对性虐待儿童指控的研究表明，根据多项研究的近似值，总体上虚假指控比例低于10%。研究还显示，在被确定为虚假的指控中，仅有一小部分是孩子提出的，大多数虚假指控来自成年人代表儿童提出，其中大部分发生于离婚或者争夺儿童监护权的背景下。

## 代理型孟乔森综合征
代理型孟喬森症候群是指为了获得关注而伤害他人，此类情况下指控往往是虚假的或者高度可疑的。

## 缠扰虚假指控
1999年一项报告指出，大众对缠扰的兴趣引起了缠扰虚假指控的增多。2004年一项研究指出，在357份被举报的跟踪样本中，大约有11.5%是虚假的。

## 自恋愤怒
自恋者会将愤怒指向那些被认为轻视自己的人，这种愤怒会削减他们的认知能力，从而损害他们的判断力。在愤怒时，他们易于大喊大叫，歪曲事实，并且提出毫无根据的指责。

## 投射
心理投射会将虚假指控、信息投射在个人身上，其唯一目的是维持自我创造的幻觉。

## 錯誤記憶
錯誤記憶或虛假記憶是指一個人回憶起沒有發生過的事情。基於錯誤記憶作出的指控，也是虛假指控。

## 参見
- 诽谤
- 虚假申报法
- 冤狱
- 偏执狂
- 谎言
- 虚假陈述
- 有罪推定
- 抹黑策略